# Francis Channing Barlow

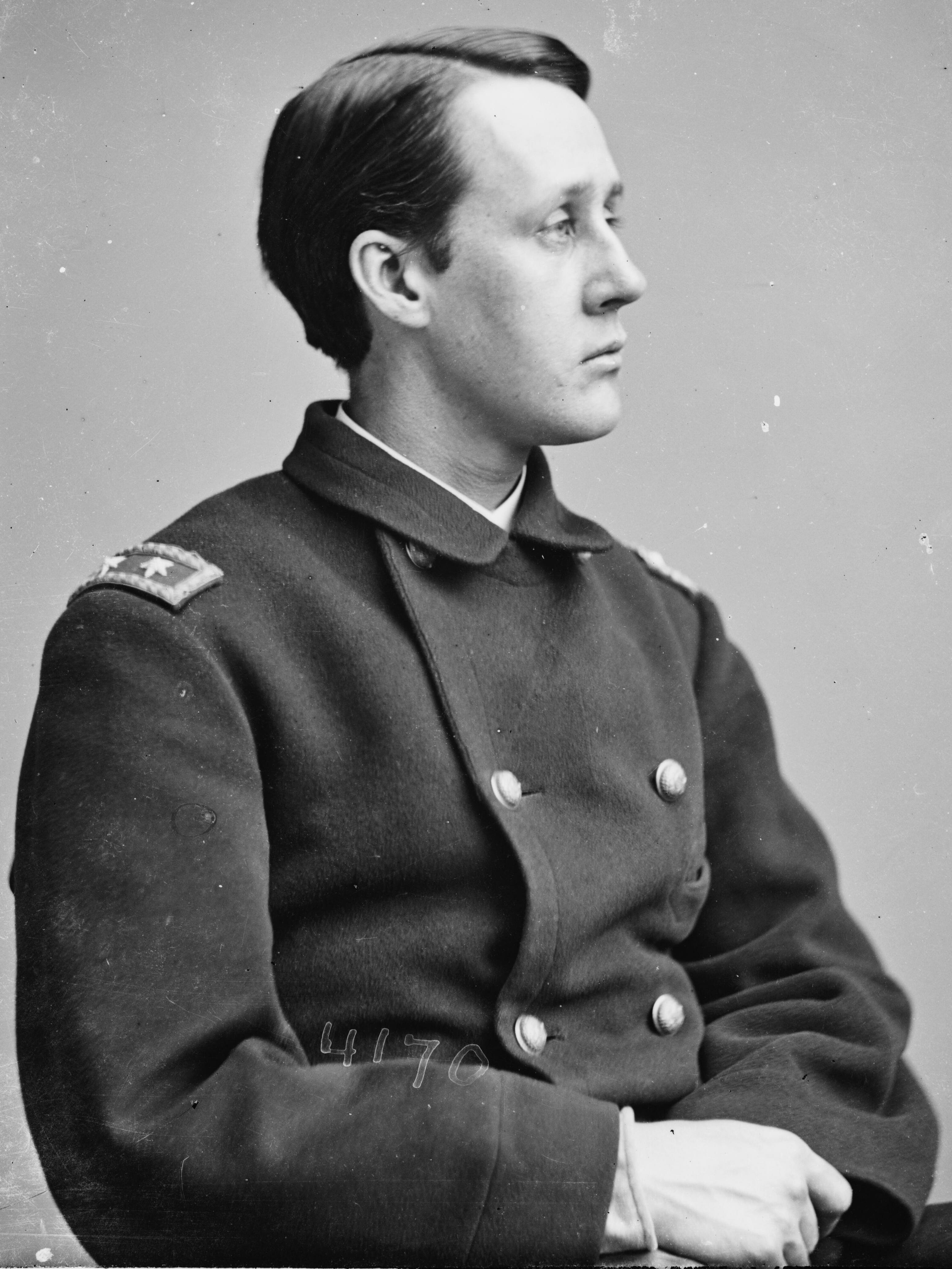
Francis Channing Barlow

Francis Channing Barlow (* 19. Oktober 1834 in Brooklyn, New York; † 11. Januar 1896 in New York City) war ein US-amerikanischer Politiker und General der US-Heeres während des Sezessionskrieges.

## Jugend
Barlow wurde als Sohn eines unitarischen Priesters in Brooklyn geboren und wuchs in Brookline, Massachusetts auf. Er studierte an der Harvard University Rechtswissenschaften und bestand 1855 das Examen mit Auszeichnung. Nach dem Studium wurde er Justiziar bei der Zeitung New York Tribune und praktizierte seit 1858 als Rechtsanwalt bis zum Beginn des Bürgerkrieges.

## Bürgerkrieg
Eine Woche nach dem Angriff auf Fort Sumter und nur einen Tag nach der Hochzeit mit seiner Braut Arabella Wharton Griffith trat Barlow in das 12. New York-Miliz-Regiment ein und wurde bei der Offizierswahl am 1. Mai 1861 zum Oberleutnant gewählt. Die Dienstzeit der Regimentsangehörigen betrug 90 Tage. Am 1. August wurde es außer Dienst gestellt. Barlow bewarb sich daraufhin um ein Offizierspatent und wurde am 9. November 1861 zum stellvertretenden Kommandeur des 61. New York-Infanterie-Regiments ernannt. Zu Beginn des Halbinsel-Feldzuges im April 1862 wurde er zum Regimentskommandeur ernannt und zum Oberst der Freiwilligenorganisation des US-Heeres befördert.
Barlow erlebte seinen ersten Einsatz während der Sieben-Tage-Schlacht bei Richmond, Virginia. Er zeichnete sich mehrfach durch ungewöhnliche Tapferkeit aus und konnte eine konföderierte Regimentsfahne erbeuten. In der Schlacht am Antietam am 17. September 1862 stürmte Barlows Regiment einen ausgefahrenen Feldweg, der später als  Bloody Lane bezeichnet wurde, und brachte 300 Gefangene ein. Barlow selbst wurde durch einen Granatsplitter im Gesicht und durch ein Schrapnell an der Leiste schwer verwundet. Nachdem er im Bericht seines Vorgesetzten, General John C. Caldwell, besonders hervorgehoben worden war, erhielt er zwei Tage nach der Schlacht die Beförderung zum Brigadegeneral der Freiwilligenorganisation des US-Heeres.

## General
Nach einer langwierigen Genesung kehrte Barlow am 17. April 1863 zur Potomac-Armee zurück und übernahm eine Brigade des vorwiegend aus deutschstämmigen Soldaten bestehenden XI. Korps. Dieses Korps wurde in der Schlacht bei Chancellorsville durch einen Flankenangriff Generalleutnant „Stonewall“ Jacksons zerschlagen und in die Flucht getrieben. Barlows Brigade war zu dieser Zeit jedoch zum benachbarten III. Korps abgestellt, so dass sie dem Zusammenbruch entging. Am 24. Mai 1863 wurde Barlow zum Divisionskommandeur ernannt und marschierte mit der Armee nach Norden, um Lees Invasion in Pennsylvania abzuwehren.
Am ersten Tag der Schlacht von Gettysburg erhielt Barlow am Nachmittag den Auftrag, mit der Division die rechte Flanke des XI. Korps zu halten. Dazu besetzte er eine Höhe – Barlow's Knoll, um zu verhindern, dass sie von den Konföderierten als Artillerieplattform benutzt werden könnte. Die rechts eingesetzte Brigade – gleichzeitig die äußerst rechte Flanke der beiden eingesetzten Korps – wurde von den Konföderierten umgangen und führte zum Zusammenbruch der Stellungen des XI. Korps. Als Barlow versuchte, die flüchtenden Soldaten aufzuhalten und neu zu organisieren, wurde er durch einen Schuss in den linken Oberkörper schwer verwundet und bewegungsunfähig zurückgelassen. Bei dem Ausweichen der Konföderierten am 4. Juli mussten die Südstaatler den transportunfähigen Gefangenen zurücklassen und Barlow stand eine weitere lange Rekonvaleszenz bevor. Während er sich langsam erholte, leitete er das Rekrutierungsdepot in Springfield, Illinois.

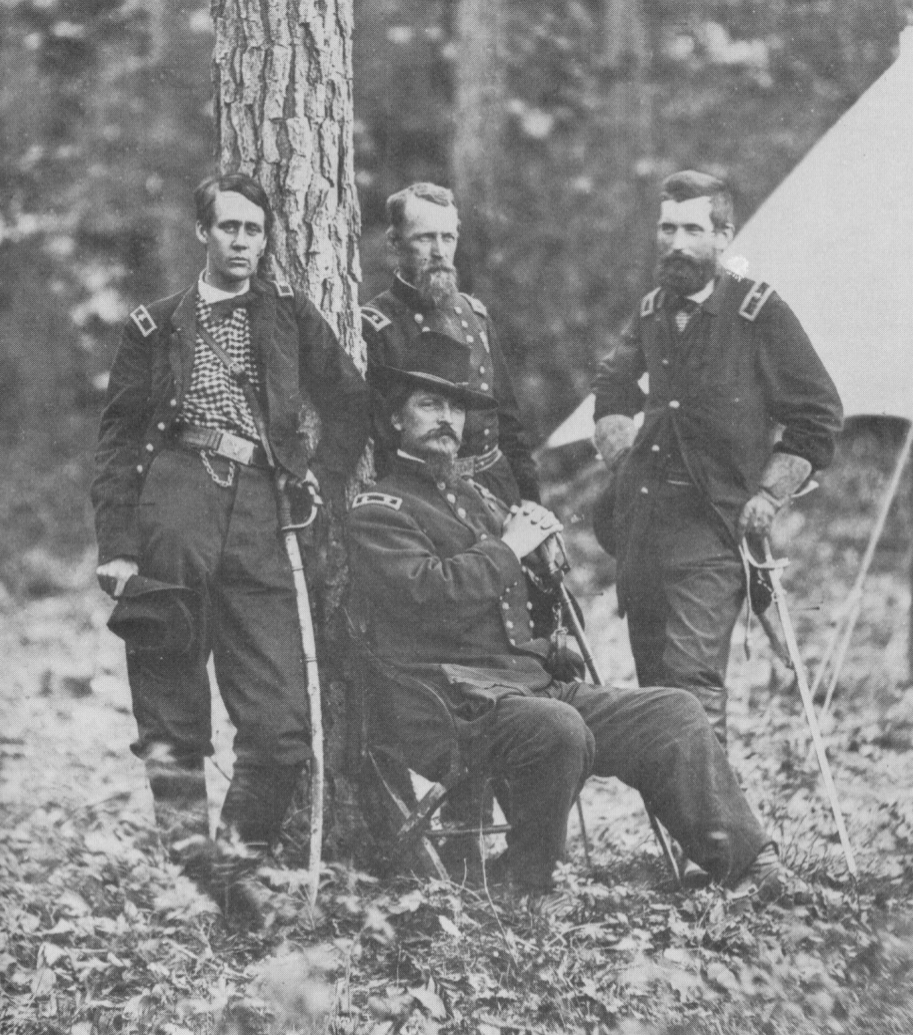
Barlow (l.) mit seinem Vorgesetzten Winfield Scott Hancock (sitzend) sowie David B. Birney (m.) und John Gibbon (r.)

Rechtzeitig zum Beginn des Frühjahrsfeldzuges am 25. März 1864 unter dem neuen Oberbefehlshaber Ulysses S. Grant kehrte Barlow in den Felddienst zurück. Er übernahm eine Division des II. Korps unter Generalmajor Winfield Scott Hancock, der ebenfalls bei Gettysburg schwer verwundet worden und eben erst genesen war. Während der Schlacht in der Wilderness wurde Hancocks Korps vorwiegend mit defensiven Aufgaben betraut, doch eine Woche später bei Spotsylvania erhielt Barlow eine schwierige Aufgabe: die Division bekam den Auftrag, einen schwer befestigten Frontvorsprung (bekannt als The Angle oder, wegen seiner Hufeisenform, als The Mule Shoe) im Zentrum der feindlichen Stellung zu erstürmen. Gemeinsam mit der Nachbardivision gelang es den Unionstruppen 3.000 Gefangene – darunter zwei Generale – zu machen und 30 Regimentsfahnen und 20 Geschütze zu erbeuten.
Barlow nahm an allen Gefechten des Sommers 1864 bis zum Beginn der Belagerung von Petersburg teil, ehe er – ähnlich wie General Hancock – infolge der pausenlosen Strapazen und der Auswirkungen seiner Verwundungen um seine Beurlaubung bitten musste. Wirksam vom 1. August 1864 wurde er zum Brevet-Generalmajor der Freiwilligen befördert. Drei Tage nach Lees Ausweichen aus den Stellungen um Petersburg und Richmond kehrte er auf Wunsch seines neuen Kommandierenden Generals Andrew Humphreys am 6. April 1865 an die Front zurück, um einen Divisionskommandeur abzulösen, der schlafend in seinem Dienstzelt angetroffen worden war. Wenige Wochen nach Kriegsende wurde Barlow mit Datum 25. Mai 1865 zum Generalmajor der Freiwilligenorganisation des US-Heeres befördert.

## Nachkriegszeit
Barlow quittierte am 16. November 1865 den Dienst und kehrte nach New York zurück. Seine Frau Arabella war 1864 während ihres Dienstes als Heereskrankenschwester an Typhus gestorben. Barlow eröffnete eine Anwaltspraxis, heiratete Ellen Shaw, die Schwester des gefallenen Kriegshelden Robert Gould Shaw, und diente 1869 zeitweilig als US Marshal für den südlichen Bezirk des Bundesstaates New York. Zudem war er als Mitglied der Republikaner politisch aktiv: Er wurde für zwei Amtszeiten als Secretary of State und danach zum Attorney General des Staates New York gewählt. Bis zu seinem Tod praktizierte er anschließend als Rechtsanwalt und erlag am 11. Januar 1896 einem Nierenleiden. Barlow wurde in Brookline beigesetzt.